# さいたま市立栄和小学校
さいたま市立栄和小学校（さいたましりつ さかわしょうがっこう）は、埼玉県さいたま市桜区栄和一丁目にある公立小学校。

## 沿革
- 1973年（昭和48年）4月1日 - 浦和市立栄和小学校として開校。
- 1975年（昭和50年）3月1日 - 屋内運動場が完成。
- 2001年（平成13年）5月1日 - さいたま市誕生により、さいたま市立栄和小学校に改称。
- 2009年（平成21年）8月31日 - 教室棟（北校舎）の耐震工事が完了。
- 2010年（平成22年） - 管理棟（南校舎）の耐震工事完了。
- 2023年（令和4年） - 開校50周年、50周年記念音楽祭開催。

## 交通
- JR浦和駅西口より国際興業バス大久保浄水場行乗車、「町谷」下車徒歩5分。